# 逆戰 (電影)
《逆戰》（英語：The Viral Factor）是由林超賢執導的华语枪战动作片，周杰伦和谢霆锋主演，2012年1月17日上映，為2012年賀歲片，於马来西亚、約旦实地取景。

## 主要剧情
故事講述國家安全局探员萬飛（周杰倫飾）在一次約旦任務意外中，頭部中槍。由於子彈自頭部無法取出，影響神經系統，身體隨時會癱瘓。母親（金燕玲飾）告訴他其實他還有一個親哥哥萬陽（謝霆鋒飾），於是萬飛決定到吉隆坡尋找失散多年的哥哥。怎料萬飛發現，萬陽是當地一個通緝犯。兄弟相認，卻因為身份對立而產生矛盾。後來萬陽父親萬天（廖啓智飾）為了幫助萬陽逃避警方追捕而中槍身亡，而萬陽女兒萬長勝（李馨巧飾）則被歹徒挾持，後來更成為病毒研究的實驗品。於是，萬阳和萬飞一同對付涉案的國家安全局隊長Sean（安志傑飾），設法救回長勝和被挾製造病毒解藥的醫學博士Rachel 簡麗珊（林鵬飾）……

## 人物
| 演員                       | 角色          | 備註 |
| 周杰倫                     | 萬飛          | 國家安全局探員，萬陽的親弟弟，萬天及鳳玲的次子，萬長勝的親叔叔 為完母親心願到馬來西亞尋找哥哥 最後被Sean開槍杀死 |
| 謝霆鋒                     | 萬陽          | 馬來西亞黑帮中人，萬飛的親哥哥，萬天及鳳玲的長子 萬長勝爸爸 最後回北京老家見到母親後自首                         |
| 林鵬                       | 簡麗珊 Rachel | 醫學博士 被威脅製造病毒和解藥 於貨船內中槍，生死未明                                                             |
| 安志傑                     | 王尚恩 Sean   | 國安局隊長，槍法快、狠、準。綁架肯納並且製造病毒解藥，欲賺取錢財。他被迫槍殺 Ice 及萬飛以致最後遭萬陽殺死        |
| 姜皓文                     | 羅素 Russell  | 黑警，萬陽之老大，後反目 於火車內開槍殺害萬天，後遭巴士撞死                                                      |
| 白冰                       | 愛絲 Ice      | 國際安全局探員，萬飛前女友 於一次任務中意外殉職                                                                  |
| 吳嘉龍                     | 羅斯 Ross     | 國際刑警 萬飛好友，後被逼追捕萬飛 被萬飛開槍射傷                                                                 |
| 廖啟智                     | 萬天          | 萬陽、萬飛的父親 嗜賭如命的前警察，獨力扶養萬陽成人 最後在火車內遭羅素槍擊而死                                   |
| 金燕玲                     | 鳳玲          | 萬陽、萬飛的母親 二十多年前帶著兩歲的萬飛離家出走                                                                |
| 李馨巧                     | 萬長勝        | 萬陽的女兒，萬飛的侄女，萬天及鳳玲的孫女 最後回到北京與萬母同住                                                  |
| 洪天照                     | 麥 Mark       | Sean之手下 |
| 吳浩康                     | 萬陽舊同黨    | 出賣萬陽，遭羅素處刑及槍殺                                                                                       |
| 張然                       | 王小潔        | 在北京照顧萬母的護士                                                                                             |
| 張爵西                     | 簡母          | 簡麗珊的母親，曾被當作人質威脅                                                                                   |
| 傑利‧羅賓森 Jared Robinsen | 泰勒 Tyler    | 不法商人，與尚恩做藥物交易                                                                                       |

## 工作人員
- 導演：林超賢
- 編劇：吳煒倫
- 故事：梁鳳英
- 監製：梁鳳英、利雅博、王中磊、蘇志鴻、吳忠瀚
- 動作導演：錢嘉樂
- 原創音樂：金培達
- 攝影指導：謝忠道（HKSC）
- 剪接：鐘偉釗（HKSE）
- 美術指導：莊國榮、莫少宗
- 造型設計：文念中
- 服裝設計：馮君孟
- 出品人：楊受成、王中軍、蘇志鴻

## 拍攝筆記
- 2010年12月：導演林超賢於微博透露出發至約旦作前期籌備。
- 2011年2月至3月：香港傳媒報導本片原已在約旦開拍，但受中東政治局勢影響而暫停在約旦的拍攝，並擬在馬來西亞繼續拍攝工作。[1][2]
- 2011年4月28日：導演林超賢及有關工作人員抵達馬來西亞作拍攝準備。[3]
- 2011年5月2日：主要演員謝霆鋒及周杰倫抵馬，馬來西亞場景正式拍攝。[3]
- 2011年6月17日：劇組正在馬來西亞進行拍攝工作。
- 2011年7月7日：電影拍攝完成。
- 2012年3月23日：電影藍光和DVD正式推出。

## 奖项
第32屆香港電影金像獎
- 最佳电影提名
- 最佳导演提名：林超賢
- 最佳女配角提名：金燕玲
- 最佳摄影提名：谢忠道
- 最佳剪接提名：钟炜钊
- 最佳动作设计提名：林超贤、钱嘉乐、黄伟辉、吴海堂
- 最佳音响效果提名：曾景祥

第49屆金馬獎
- 最佳男主角提名：谢霆锋

第19屆香港電影評論學會大獎
- 最佳導演：林超賢
- 最佳編劇提名：林超賢、吳煒倫
- 推薦電影

## 票房
| 上一届： 《地心历险记2：神秘岛》 | 2012年香港一週票房冠軍 第5週 | 下一届： 《高海拔之戀II》 |

## 外部連結
- 《逆戰》的Facebook專頁
- Yahoo奇摩電影上《逆戰》的資料（繁體中文）
- MSN娛樂上《逆戰》的資料（繁體中文）

- 開眼電影網上《逆戰》的資料（繁體中文）
- 豆瓣电影上《逆戰》的資料 （简体中文）
- 时光网上《逆戰》的資料（简体中文）
- AllMovie上《逆戰》的资料（英文）
- 爛番茄上《逆戰》的資料（英文）
- 香港影庫上《逆戰》的資料（繁體中文）
- 互联网电影数据库（IMDb）上《逆戰》的资料（英文）